# Willem Backer, Dircksz.

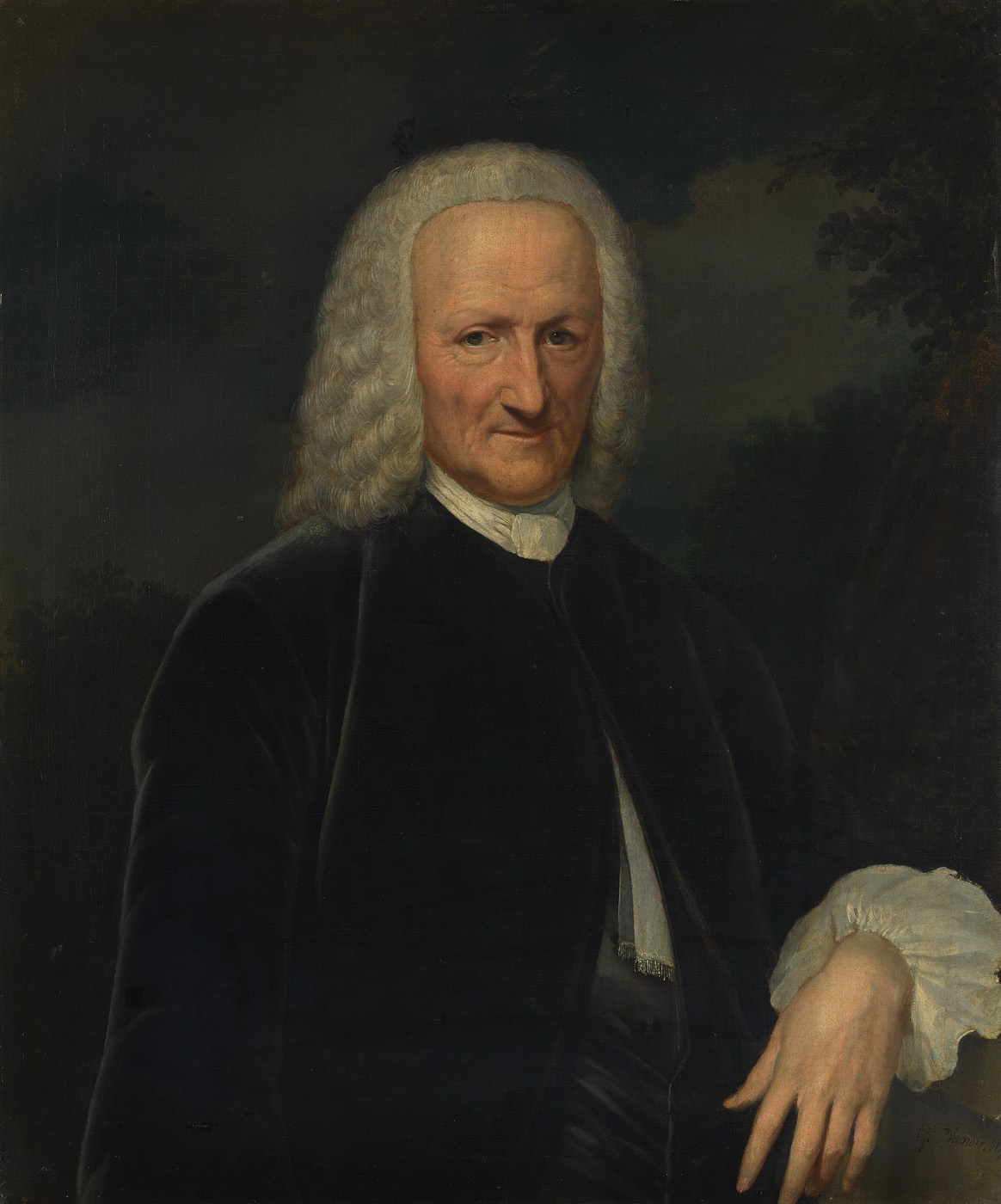
Portret van Willem Dircksz. Backer door George van der Mijn. Collectie Amsterdam Museum.

Willem Backer, Dircksz. (25 december 1681 - 10 mei 1760) was een advocaat bij het Hof van Holland. In Amsterdam bezette hij diverse commissariaten, en werd benoemd tot lid van de vroedschap (in 1735 tot 1748) en tot schepen. In 1748 werd hij "geremoveerd" door Stadhouder Willem IV, op advies van Mattheus Lestevenon. Hij was bewindhebber van de West-Indische Compagnie tussen 1721 en 1760, en directeur van de Sociëteit van Suriname tussen 1732 en 1760. Backer woonde op Herengracht 580 in Amsterdam. 